# Comuna Svitanok, Koreț
Svitanok (în ucraineană Світанок) este o comună în raionul Koreț, regiunea Rivne, Ucraina, formată din satele Bokșîn, Braniv și Svitanok (reședința).

## Demografie
Componența lingvistică a comunei Svitanok
     Ucraineană (99,53%)
     Alte limbi (0,47%)
Conform recensământului din 2001, majoritatea populației comunei Svitanok era vorbitoare de ucraineană (99,53%), existând în minoritate și vorbitori de alte limbi.